# 佐兰·加伊奇
佐兰·加伊奇（羅馬化：Zoran Gajić，1958年12月28日—），塞尔维亚排球教练。他曾带领南联盟队参加1996年和2000年夏季奥林匹克运动会排球比赛，结果队伍获得一枚金牌和一枚铜牌。